# Sylvia Heuchemer
Sylvia Heuchemer (* 1970) ist eine deutsche Volkswirtin und Hochschullehrerin. Seit 1. Mai 2024 ist sie als Präsidentin der Technischen Hochschule Köln tätig.

## Leben
Sylvia Heuchemer absolvierte von 1990 bis 1995 ein Studium der Volkswirtschaftslehre an der Albert-Ludwigs-Universität in Freiburg. Nach ihrem Studium war sie 1995 bis 1999 zunächst als wissenschaftliche Angestellte bei der Deutschen Bundesbank in Frankfurt am Main tätig. 1999 kehrte sie als wissenschaftliche Angestellte an das Institut für Allgemeine Wirtschaftsforschung und Ökonometrie ihrer Universität zurück. Dort promovierte sie 2003 mit einer empirischen Analyse zur Abhängigkeit der Konjunktur innerhalb der Länder der OECD. Lehrerfahrung sammelte sie zwischen 1999 und 2003 als Dozentin an der Fachhochschule Offenburg, der Berufsakademie in Villingen-Schwenningen und an der Verwaltungs- und Wirtschaftsakademie in Freiburg.
Seit 2003 ist sie Professorin für Volkswirtschaftslehre (Empirische Wirtschaftsforschung) an der Fakultät für Wirtschafts- und Rechtswissenschaften der Fachhochschule Köln (seit 2015 TH Köln).
Als Professorin engagierte sie sich von 2004 bis 2008 als stimmberechtigtes Mitglied im Senat ihrer Hochschule. Außerdem war sie Mitglied des Prüfungsgremiums zur Überprüfung der Qualität der Lehr- und Studienorganisation und des Feedbackmangements, bevor sie 2009 erstmals als Vizepräsidentin für Lehre und Studium gewählt wurde. Im Dezember 2020 bestätigte die Hochschulwahlversammlung Sylvia Heuchemer als Vizepräsidentin für Lehre und Studium für ihre dritte, sechsjährige Amtsperiode ab 1. März 2021. In ihrem Amt war sie maßgeblich für die Weiterentwicklung von Themen wie Diversitätsmanagement und Digitalisierung im Bereich Lehre verantwortlich.
Im November 2023 wurde Heuchemer von Hochschulrat und Senat als nächste Präsidentin der TH Köln vorgeschlagen und von der Hochschulwahlversammlung gewählt. Sie wird das neue Amt voraussichtlich am 1. Mai 2024 antreten.
Neben ihrer Hochschultätigkeit engagiert sich Heuchemer in weiteren Gremien, etwa dem Netzwerk Hochschuldidaktische Weiterbildung Nordrhein-Westfalen (seit 2015).

## Publikationen (Auswahl)
- Sylvia Heuchemer: Der internationale Konjunkturverbund: eine empirische Analyse für die Länder der OECD (= Schriftenreihe des Instituts für Allgemeine Wirtschaftsforschung der Albert-Ludwigs-Universität Freiburg i. Br. Band 75). Haufe, Freiburg im Breisgau 2003, ISBN 3-448-05657-X (Dissertation 2003).
- mit Stefanie Kleimeier, Harald Sander: The geography of European cross-border banking: the impact of cultural and political factors (= GLOBUS working paper. Nr. 2009,2). Hochschulbibliothek der Fachhochschule Köln, Köln 2012.

### Herausgeberschaften
- Die Wissenschaft von der Praxis denken: Festschrift für Joachim Metzner zum 70. Geburtstag. Schmidt, Mainz 2013, ISBN 978-3-935647-62-5 (dnb.de [abgerufen am 5. Dezember 2020]).
- Timo van Treeck: Hochschuldidaktik forscht zu Vielfalt und Offenheit. Hrsg.: mit Friederike Siller, Timo van Treeck (= Profilbildung und Wertefragen in der Hochschulentwicklung. Nr. 1). 1. Auflage. DUZ Verlags- und Medienhaus GmbH, Berlin 2018, ISBN 978-3-96037-296-7.
- mit Birgit Szczyrba, Timo van Treeck (Hrsg.): Hochschuldidaktik als Akteurin der Hochschulentwicklung (= Blickpunkt Hochschuldidaktik. Nr. 136). 1. Auflage. wbv Media, Bielefeld 2020, ISBN 978-3-7639-6104-7.
- Mitherausgeberin der Fachzeitschrift "Das Hochschulwesen" des UniversitätsVerlagWebler in Bielefeld.[6]